# Sny (film 1990)
Sny (jap. 夢, Yume) – japoński film fantasy z 1990 roku w reżyserii Akiry Kurosawy i Ishirō Hondy.

## Opis fabuły
Reżyser Akira Kurosawa dzieli się swoimi wizjami, przemyśleniami i marzeniami dotyczącymi przeszłości, teraźniejszości i przyszłości. Opowiada osiem historii, których akcja rozgrywa się m.in. w spokojnej wsi oraz we wnętrzu obrazów Vincenta van Gogha.

## Obsada
- Martin Scorsese jako Vincent Van Gogh
- Chosuke Ikariya jako Płaczący Demon
- Hisashi Igawa jako pracownik plantacji nuklearnej
- Yoshitaka Zushi jako szeregowiec Noguchi
- Mieko Harada jako Śnieżna Wróżka
- Toshie Negishi jako matka nosząca dziecko

i inni